# Xã Mountainburg, Quận Crawford, Arkansas
Xã Mountainburg (tiếng Anh: Mountainburg Township) là một xã thuộc quận Crawford, tiểu bang Arkansas, Hoa Kỳ. Năm 2010, dân số của xã này là 1.998 người.